# قضیه ویلسون
قضیۀ ویلسون (به انگلیسی: Wilson's theorem) قضیه‌ای در نظریۀ اعداد است که توسط ریاضی‌دان انگلیسی جان ویلسون مطرح شده‌است. این قضیه بیان می‌کند که به ازای هر عدد اول مانند {\displaystyle \;p}داریم: {\displaystyle (p-1)!{\overset {p}{\equiv }}-1}.

## تعمیم قضیۀ ویلسون
۱_تعمیم گاوس: کارل فریدریش گاوس ریاضی‌دان آلمانی در سال ۱۸۰۰ میلادی ثابت کرده که برای هر عدد طبیعی {\displaystyle m>2}، عدد اول {\displaystyle p}
{\displaystyle \prod _{k=1 \atop \gcd(k,m)=1}^{m}\!\!k\ \equiv {\begin{cases}-1{\pmod {m}}&{\text{if }}m=4,\;p^{\alpha },\;2p^{\alpha }\\\;\;\,1{\pmod {m}}&{\text{otherwise}}\end{cases}}}
در اینجا {\displaystyle \alpha } عددی صحیح و مثبت است.

## مثال
{\displaystyle (3-1)!=1\times 2\ =2\equiv -1{\pmod {3}}}
{\displaystyle (5-1)!=1\times 2\times 3\times 4=24\equiv -1{\pmod {5}}}
{\displaystyle (7-1)!=1\times 2\times 3\times 4\times 5\times 6=720\equiv -1{\pmod {7}}}
{\displaystyle (11-1)!=1\times 2\times 3\times 4\times 5\times 6\times 7\times 8\times 9\times 10=3628800\equiv -1{\pmod {11}}}
{\displaystyle (13-1)!=1\times 2\times 3\times 4\times 5\times 6\times 7\times 8\times 9\times 10\times 11\times 12=479001600\equiv -1{\pmod {13}}}

## اثبات

### برهان اول
چون {\displaystyle \;p} اول است، پس به ازای هر عدد {\displaystyle \;a}که {\displaystyle \;1\;<a\;<p-1}، عدد منحصر به فرد {\displaystyle \;b}وجود دارد که {\displaystyle a\times b\equiv 1{\pmod {p}}} و در ضمن {\displaystyle a\not =b} و {\displaystyle \;1\;<b\;<p-1}. پس می‌توان اعداد {\displaystyle \;2,3,...,p-2} را به زوج‌هایی افراز کرد که حاصل‌ضرب دو عدد هر زوج (جفت) به پیمانۀ {\displaystyle \;p}برابر با {\displaystyle \;1}شود. پس
{\displaystyle \;(p-1)!\equiv 1\times \underbrace {2\times 3...\times (p-2)} \times (p-1)\equiv 1\times \underbrace {1\times 1...\times 1} \times (p-1)\equiv -1{\pmod {p}}}

## کاربردها

### تعیین اول بودن عدد
در عمل این الگوریتم برای تعیین اول بودن عدد ناکارآمد است؛ زیرا محاسبه {\displaystyle (n-1)!{\bmod {b}}}  برای {\displaystyle n}-های بزرگ، پیچیدگی محاسباتی دارد و الگوریتم‌های سریع‌تری (مثل آزمون تقسیم) برای این کار وجود دارد.
با اعمال قضیۀ ویلسون بر تمام اعداد اول فرد {\displaystyle p=2m+1}  و مرتب کردن اعداد رابطۀ {\displaystyle 1\cdot 2\cdots (p-1)\ \equiv \ -1\ {\pmod {p}}}، به رابطۀ زیر می‌رسیم.
{\displaystyle 1\cdot (p-1)\cdot 2\cdot (p-2)\cdots m\cdot (p-m)\ \equiv \ -1{\pmod {p}}}
و:
{\displaystyle 1\cdot (p-1)\cdot 2\cdot (p-2)\cdots m\cdot (p-m)\ \equiv \ 1\cdot (-1)\cdot 2\cdot (-2)\cdots m\cdot (-m)\ \equiv \ -1{\pmod {p}}}
در نتیجه:
{\displaystyle \prod _{j=1}^{m}\ j^{2}\ \equiv (-1)^{m+1}{\pmod {p}}}
یا:
{\displaystyle (m!)^{2}\equiv (-1)^{m+1}{\pmod {p}}}
و با استفاده از این رابطۀ آخری می‌توان ثابت کرد که {\displaystyle (-1)} برای هر عدد اول فیثاغورسی (به عبارتی اعداد اولی که {\displaystyle p{\overset {4}{\equiv }}1} باشند) باقی‌ماندۀ درجۀ دو quadratic residue به پیمانۀ {\displaystyle p} است (یعنی{\displaystyle p^{2}{\overset {n}{\equiv }}-1}). فرض کنید {\displaystyle p=4k+1} است. {\displaystyle m} را برابر {\displaystyle 2k} می‌گیریم، سپس با با توجه به رابطۀ ذکر شده نتیجه می‌گیریم که {\displaystyle (m!)^{2}} به پیمانۀ {\displaystyle p} هم‌نهشت با 1- است.